# Antonello Aliberti
Antonello Aliberti (Messina, 31 marzo 1970) è un ex canottiere italiano campione italiano di canottaggio nella categoria 8+ Pesi Leggeri.
Originario di Santa Teresa di Riva, è fratello della famosa soprano Lucia Aliberti.
È anche l'allenatore della famosa Atletica Savoca, che sta riscuotendo molto successo in Sicilia .